# Andrea Vitali
Andrea Vitali (ur. 1956 w Bellano) – włoski pisarz, laureat wielu włoskich nagród literackich.

## Życiorys
Urodził się w Bellano (wschodni brzeg jeziora Como), w regionie Lombardia na północy Włoch. 
Opublikował kilkadziesiąt powieści, z których na język polski zostały przełożone trzy: Córka burmistrza, Sezon na ptaszka i Piękne panie C. W 2008 otrzymał nagrodę literacką Premio Boccaccio za całokształt twórczości.

## Publikacje książkowe (wybór)[1][2]
- Il procuratore (1990); Nagroda Montblanc
- A partire dai nomi (1994)
- L'ombra di Marinetti (1995); Nagroda Piero Chiara
- L'aria del lago (2001); Nagroda Grinzane Cavour, Nagroda Bruno Gioffrè
- Un amore di zitella (2004)
- La signorina Tecla Manzi (2004); Nagroda Dessi
- La figlia del Podestà (2005); Nagroda Bancarella. Przekład na język polski Córka burmistrza (2017)
- Olive comprese (2006). Przekład na język polski Sezon na ptaszka (2017)
- Il segreto di Ortelia (2007)
- La modista (2008); Nagroda im. Ernesta Hemingwaya
- Dopo lunga e penosa malattia (2008)
- Almeno il cappello (2009); Nagroda Procida Isola di Arturo Elsa Morante, Nagroda Campiello
- Pianoforte vendesi (2009)
- La mamma del sole (2010)
- Il meccanico Landru (2010)
- Le belle Cece (2015). Przekład na język polski Piękne panie C. (2017)